# Aurignac
Aurignac ist eine französische Gemeinde mit 1.240 Einwohnern (Stand: 1. Januar 2022) im Département Haute-Garonne in der Region Okzitanien (vor 2016: Midi-Pyrénées). Sie gehört zum Arrondissement Saint-Gaudens und zum Kanton Cazères. Die Einwohner werden Aurignacais genannt.

## Geographie
Aurignac liegt etwa 62 Kilometer südwestlich Toulouse und 24 Kilometer nordöstlich von Saint-Gaudens in der historischen Provinz Comminges. Die Gemeinde wird vom Fluss Louge durchquert, an der östlichen Grenze entspringt auch der Bernès. Beide entwässern zur Garonne. Umgeben wird Aurignac von den Nachbargemeinden Boussan im Norden, Montoulieu-Saint-Bernard im Nordosten, Alan im Osten, Le Fréchet im Südosten, Auzas, Bouzin, Cazeneuve-Montaut und Saint-Élix-Séglan im Süden, Peyrouzet im Südwesten sowie Cassagnabère-Tournas im Westen.

## Bevölkerungsentwicklung
| Jahr                       | 1962  | 1968 | 1975 | 1982 | 1990 | 1999 | 2006 | 2013 | 2020 |
| Einwohner                  | 1.026 | 971  | 966  | 976  | 983  | 980  | 1136 | 1177 | 1242 |
| Quellen: Cassini und INSEE |       |      |      |      |      |      |      |      |      |

Die Einwohnerzahl von Aurignac im Jahr 1699 lag bei circa 2500 Personen, dies zeugt von der Bedeutung des Ortes im Ancien Régime.

## Sehenswürdigkeiten
- Kirche Saint-Pierre-aux-Liens, Monument historique seit 1926
- Reste der Burg Aurignac, Monument historique seit 1979
- Höhle von Aurignac, Monument historique seit 1921
- Ur- und frühgeschichtliches Museum
- Turm Savoie, seit 1926 Monument historique

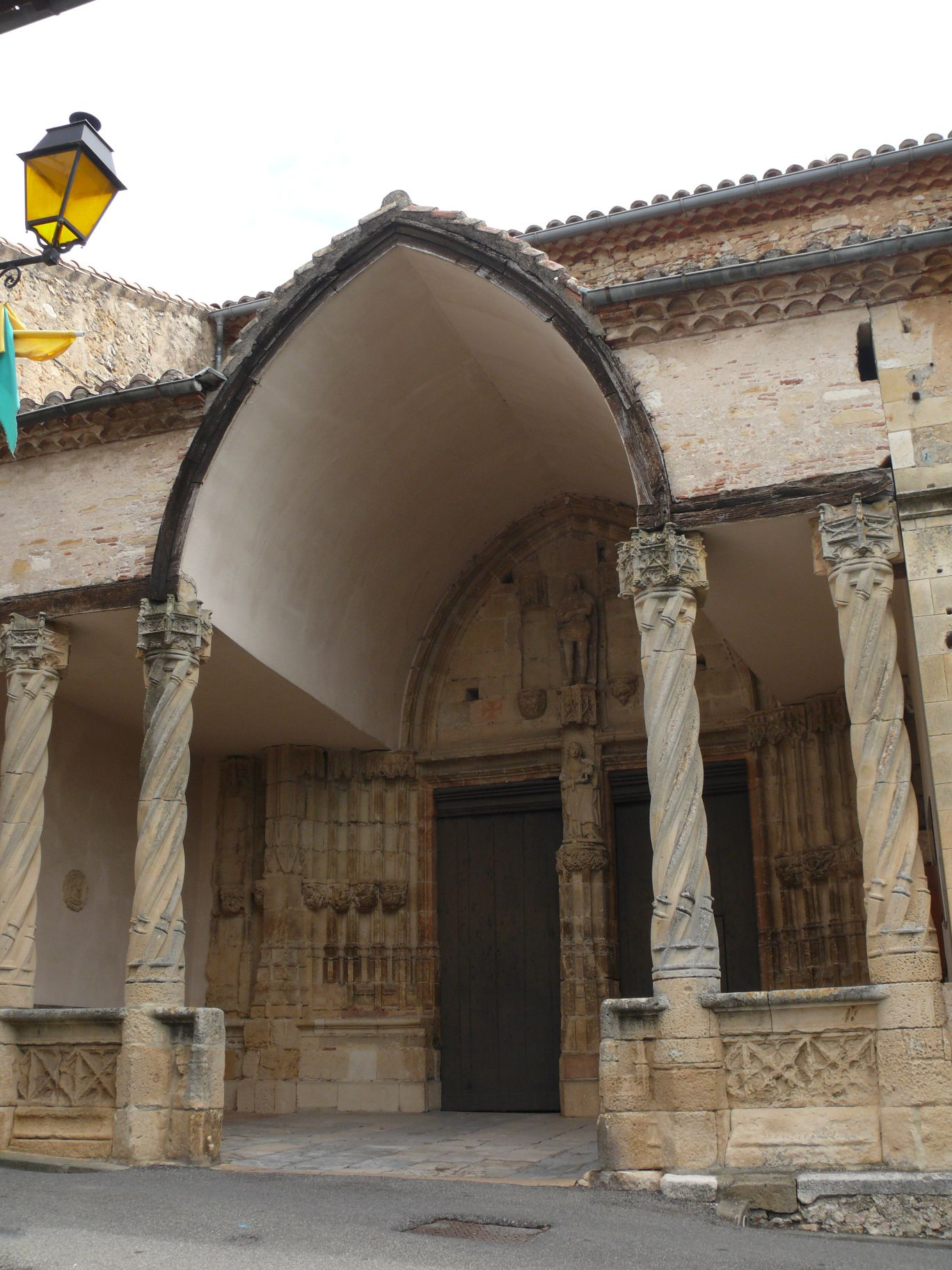
Kirche Saint-Pierre-aux-Liens
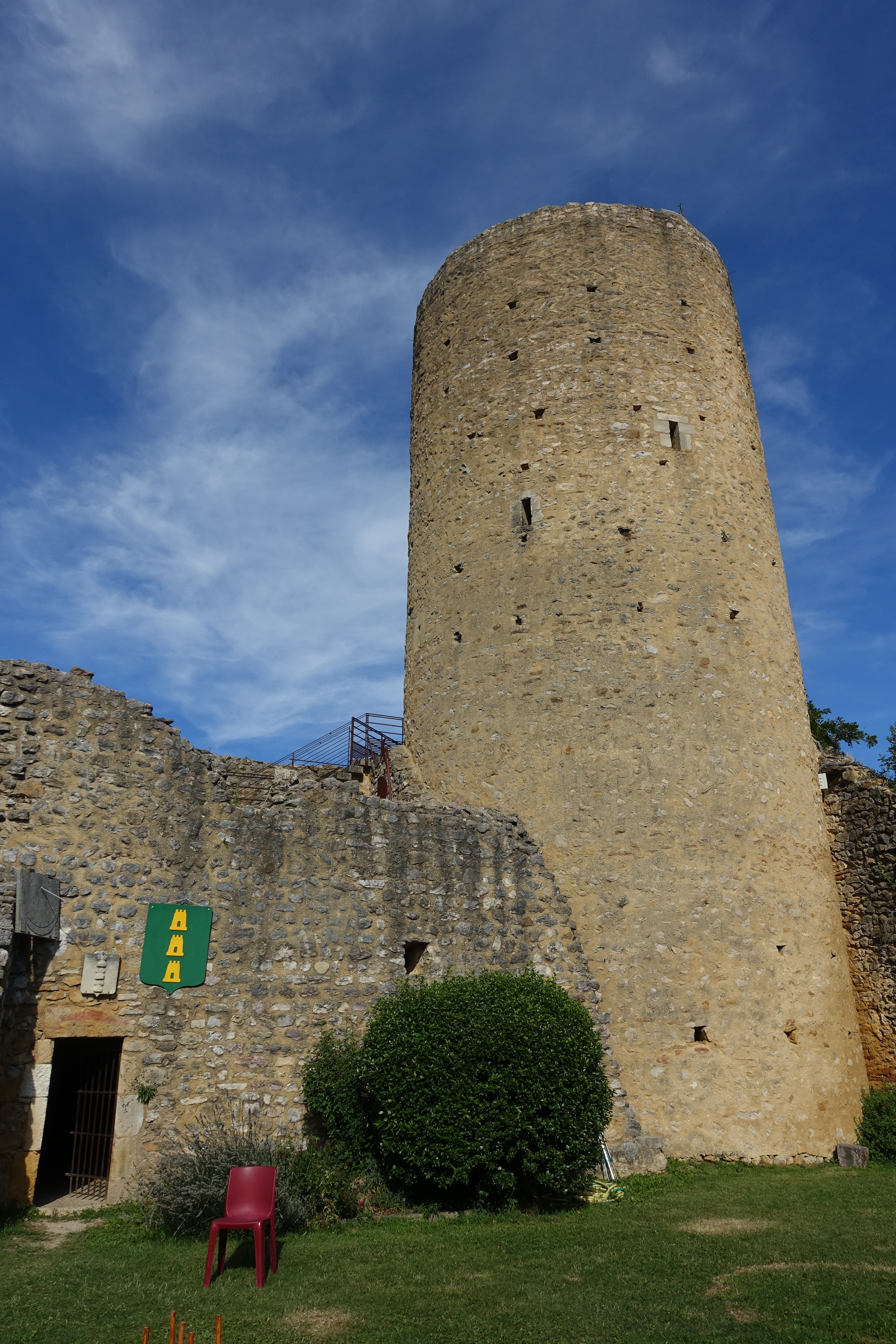
Turm der Burg Aurignac
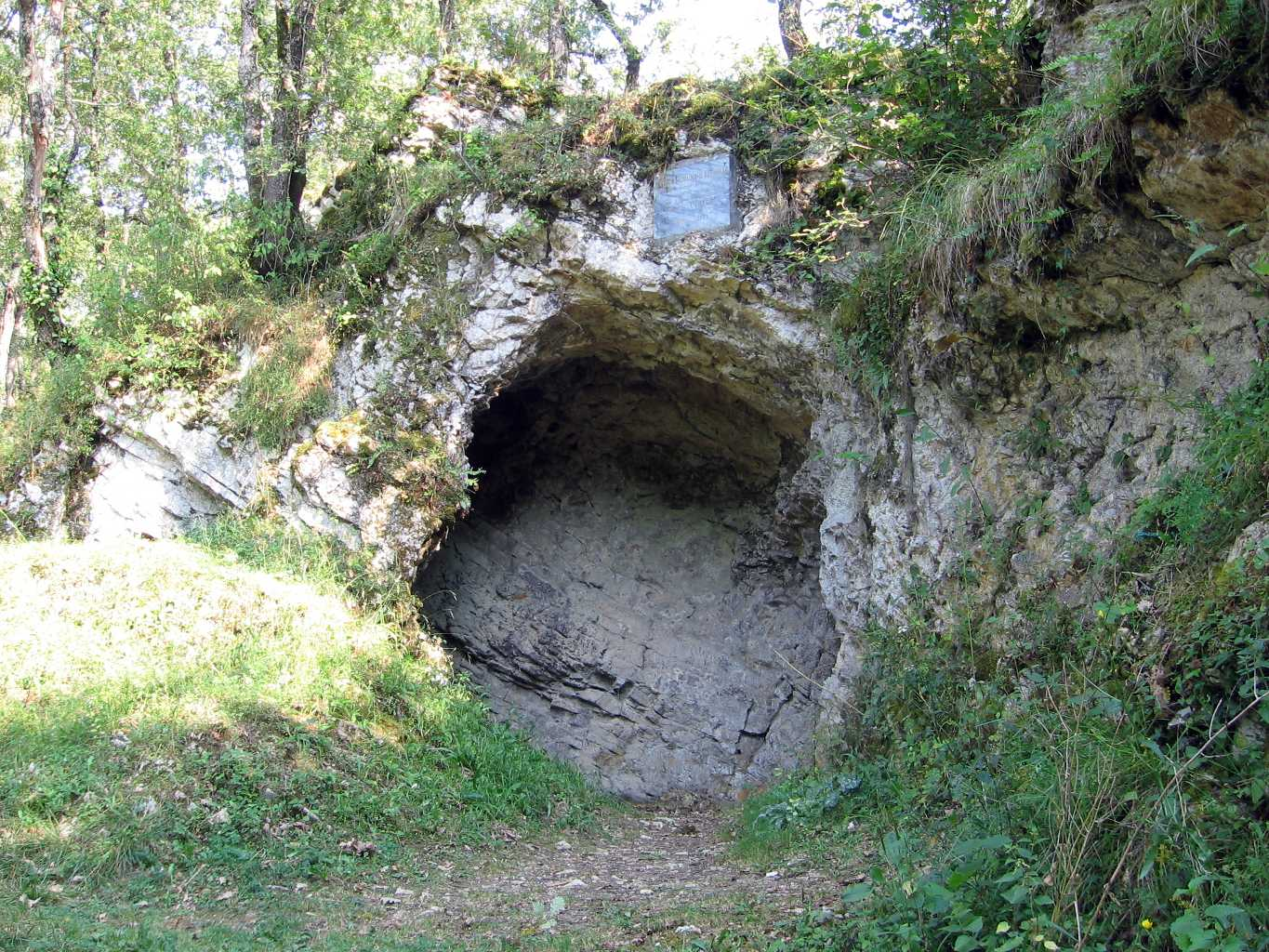
Höhle von Aurignac

## Persönlichkeiten
- Cloé Vidiane (1894–1978), Operettensängerin
- François d’Orcival (* 1942), Journalist